# Representant Especial del Secretari General per Timor Oriental
El Representant Especial del Secretari General per a Timor Oriental va ser nomenat pel Secretari General per dirigir Administració de Transició a Timor Oriental de les Nacions Unides. Durant la transició del govern d'Indonèsia a la independència, l'administrador nomenat per les Nacions Unides va complir un paper que es podria dir que es corresponia d'alguna manera amb el d'un cap d'Estat.

## Llista
| Nom                    | País       |
| ---------------------- | ---------- |
| Sérgio Vieira de Mello | Brasil     |
| Kamalesh Sharma        | Índia      |
| Sukehiro Hasegawa      | Japó       |
| Atul Khare             | Índia      |
| Ameerah Haq            | Bangladesh |
| Finn Reske-Nielsen     | Dinamarca  |